# Stazione di Rapallo
La stazione di Rapallo è una fermata ferroviaria posta sulla linea ferroviaria Genova-Pisa a servizio del comune di Rapallo, città costiera della città metropolitana di Genova.

## Storia

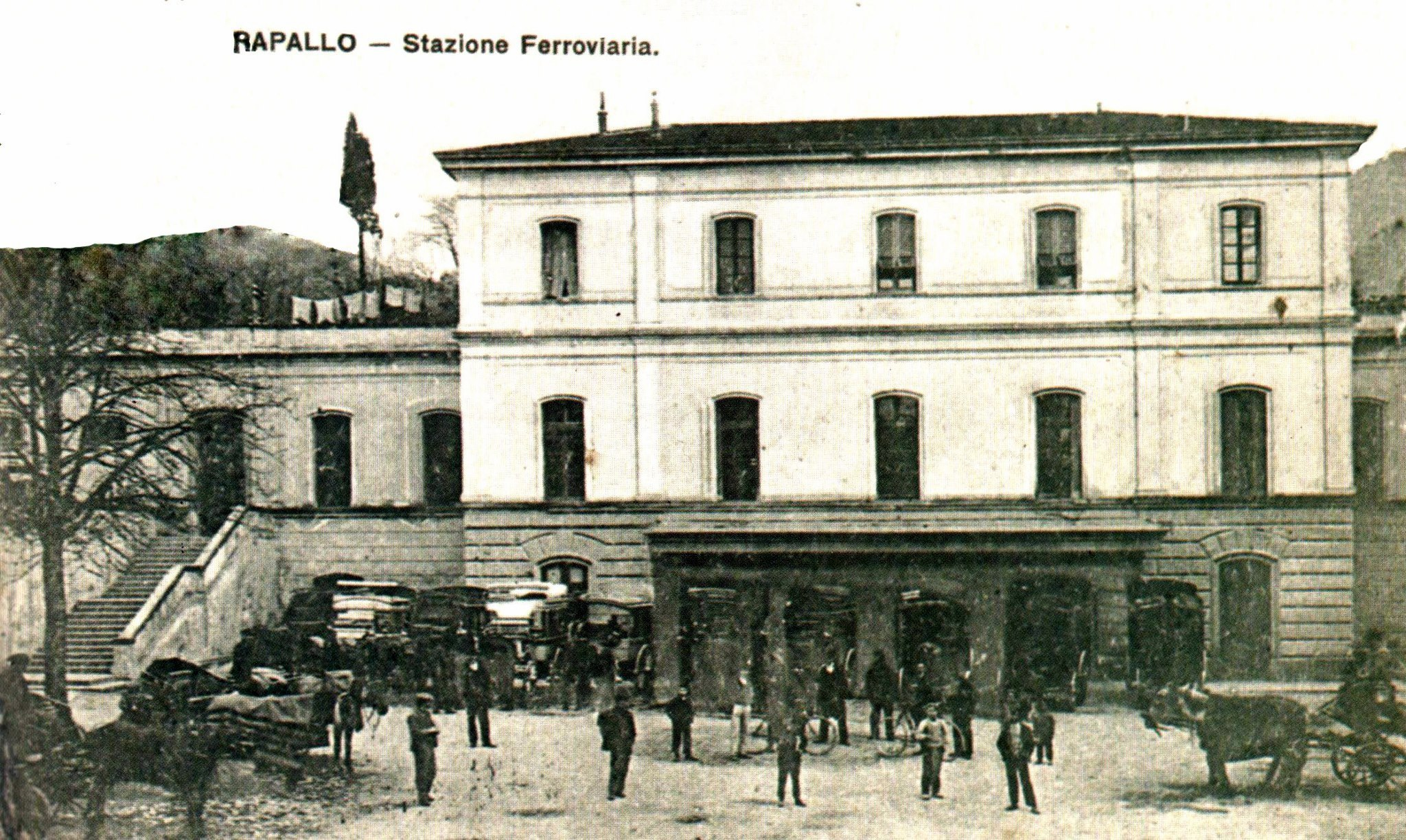
La stazione ferroviaria in una foto d'epoca del 1907

La delibera per la stazione ferroviaria venne proposta nel consiglio comunale rapallese il 7 novembre del 1859, approvata poi il 27 ottobre 1860, su richiesta del Regno d'Italia che, con un'opera costruttiva notevole, propose il collegamento ferroviario della Costa Azzurra con La Spezia e quindi Roma.
Sul tracciato della linea ferroviaria si scatenò però una vera e propria "guerra comprensoriale" tra i comuni viciniori del Golfo Paradiso e del Tigullio occidentale. Poiché i lavori di costruzione procedevano molto a rilento, principalmente a causa della difficile morfologia del territorio di questo tratto di costa, i due comuni di Recco e Rapallo decisero insieme di richiedere all'allora Ministero dei lavori pubblici una modifica alla tratta, proponendo ai progettisti un collegamento diretto tra le due cittadine, che sarebbe dovuto passare sotto il monte di Portofino ed avrebbe tagliato fuori i comuni di Camogli e Santa Margherita Ligure. Queste ultime non fecero attendere molto la risposta di diniego, appellandosi anch'esse al ministero. Nel 1862 il ministero si pronunciò definitivamente sulla bocciatura del "Progetto tunnel Recco-Rapallo" con le ovvie felicitazioni degli altri due comuni rivieraschi; la tratta seguì pertanto il tracciato scelto nel 1859.
Nel 1867 si avviò ancora un ricorso da parte dell'ente comunale di Rapallo per una nuova deviazione della tratta, richiesta che fu respinta e che portò alla demolizione dell'antica cappella di Sant'Agostino, considerata "d'intralcio ai lavori". Dopo anni di duro lavoro, la mattina del 31 ottobre 1868 una locomotiva a vapore, partita dalla stazione di San Michele di Pagana, giunse a Rapallo per il suo primo viaggio inaugurale; dal 23 novembre dello stesso anno iniziò quindi il regolare traffico ferroviario passeggeri.
Ulteriori modifiche sul tracciato si ebbero nel 1909, su sollecito dei comuni di Recco e Rapallo, a seguito anche del primo disastro ferroviario della tratta, avvenuto nella stazione di Santa Margherita Ligure il 23 agosto dello stesso anno.
Il 12 dicembre 1923 fu attivato il raddoppio del binario tra Santa Margherita Ligure e Zoagli e, contestualmente, venne ampliato il fabbricato viaggiatori di Rapallo.
Il 2 giugno 1957 venne soppresso il secondo impianto ferroviario di Rapallo, la fermata di San Michele di Pagana, a causa del basso numero di passeggeri allora registrato.
Nell'ambito dell'operazione "rete snella" adottata da RFI per la riduzione del numero di impianti da manutenere, il 31 ottobre 2004 la stazione di Rapallo fu trasformata in fermata, con soppressione di tutti i binari secondari e di tutti gli scambi, al pari di diverse altre stazioni della linea.
L'edificio ha subito sul finire degli anni novanta e inizi duemila un restauro conservativo degli ambienti, con colorazione della facciata in tinta giallo-rossa (in precedenza i colori utilizzati erano il rosa e il bianco) e lo spostamento della biglietteria dal piano superiore a quello inferiore, ricavato dall'attiguo spiazzo antistante la piazza.
L'attiguo magazzino merci si trova in stato di grave abbandono, protetto da impalcature e reti per evitare danni da crolli e con gli accessi murati. Già nel 2018 era stato effettuato un sopralluogo della locale ASL che aveva rilevato oltre alla pericolosità dell'edificio anche la presenza di amianto nella copertura, che aveva portato alla predisposizione di un piano di risanamento, non ancora avviato nel 2023 . Nel corso del 2022 la società Ferservizi ha posto in vendita il fabbricato

L'area dello scalo è stata, invece, trasformata in parcheggio multipiano parzialmente interrato, gestito dalla società Metropark e con alcuni box privati. In direzione Genova, lato primo binario, è presente, inoltre, una piccola rimessa utilizzata un tempo per il ricovero dei mezzi di manutenzione della linea, ma anch'essa, nel 2024, è in stato di abbandono e con gli accessi murati.
Fra il 2013 e il 2014 sono stati finanziati e avviati nuovi lavori di riqualificazione del fabbricato viaggiatori, dotato altresì di una nuova colorazione giallo-grigia della facciata. Il 5 ottobre 2015 sono partiti i lavori di riqualificazione della tettoia e del marciapiede del secondo binario.

## Movimento
La fermata è servita prevalentemente dalle relazioni regionali Trenitalia svolte nell'ambito del contratto di servizio con la Regione Liguria; è servita altresì da relazioni a lunga percorrenza effettuate dal medesimo vettore.
A Rapallo effettuano inoltre fermata i servizi regionali periodici effettuati nei mesi estivi, che collegano le città di Lecco e Milano a Sestri Levante, effettuati con materiale Trenord.

## Servizi

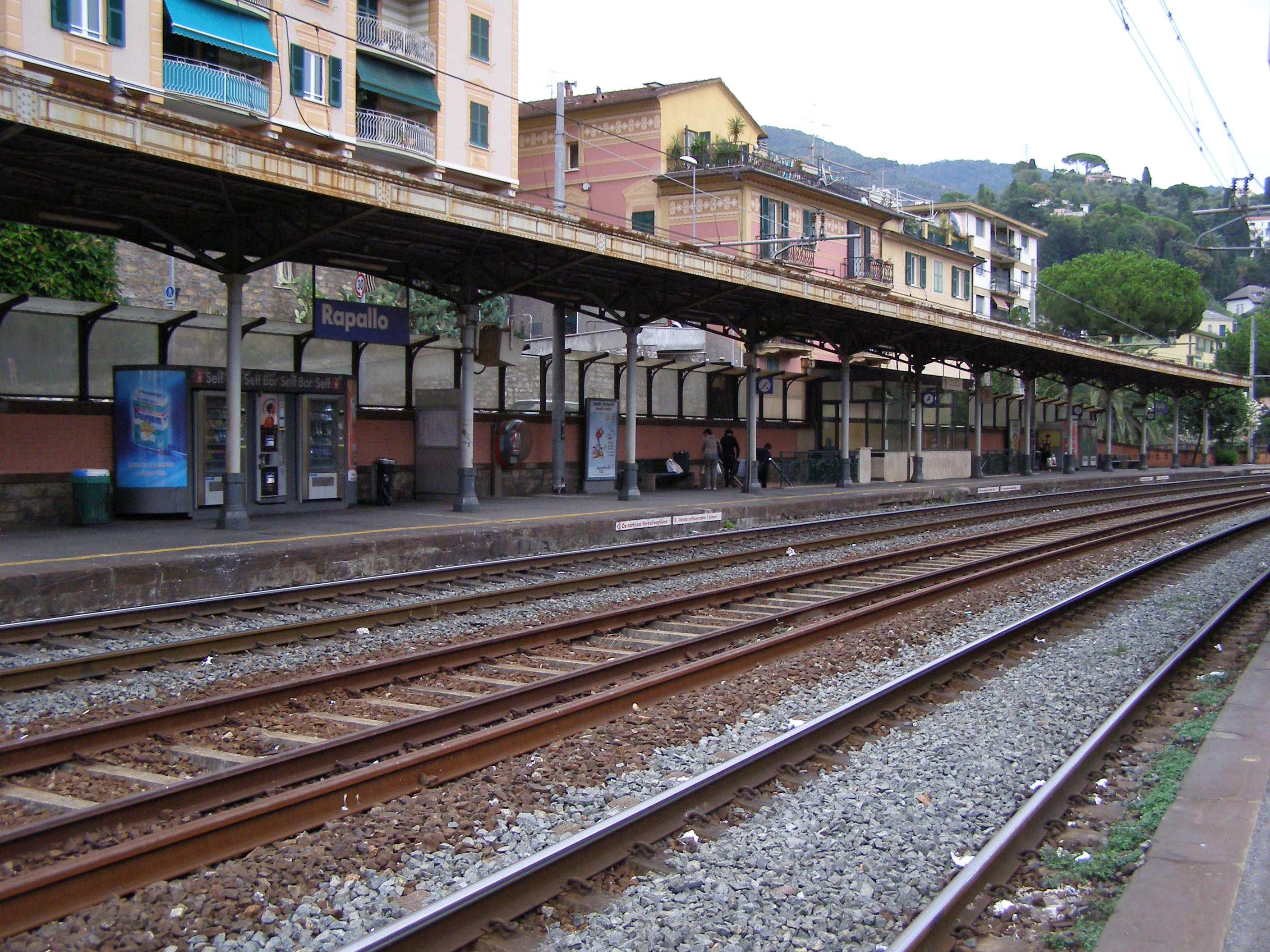
I binari

La fermata dispone dei seguenti servizi:
- Biglietteria a sportello
- Biglietteria automatica
- Sala d'attesa
- Servizi igienici
- Bar
- Negozi

## Interscambi
Di fronte alla stazione è presente il capolinea del trasporto pubblico locale gestito da AMT Genova con autobus per le frazioni comunali e di collegamento con le vicine cittadine del territorio (Santa Margherita Ligure, Zoagli, Chiavari, Recco e Genova).
A seguito della pedonalizzazione del piazzale antistante la stazione, solo due stalli per i taxi sono rimasti di fronte al fabbricato viaggiatori mentre la stazione taxi è stata spostata nella vicina piazza delle Nazioni, a fianco del terminal autobus.
- Fermata autobus
- Stazione taxi